# المجر العليا

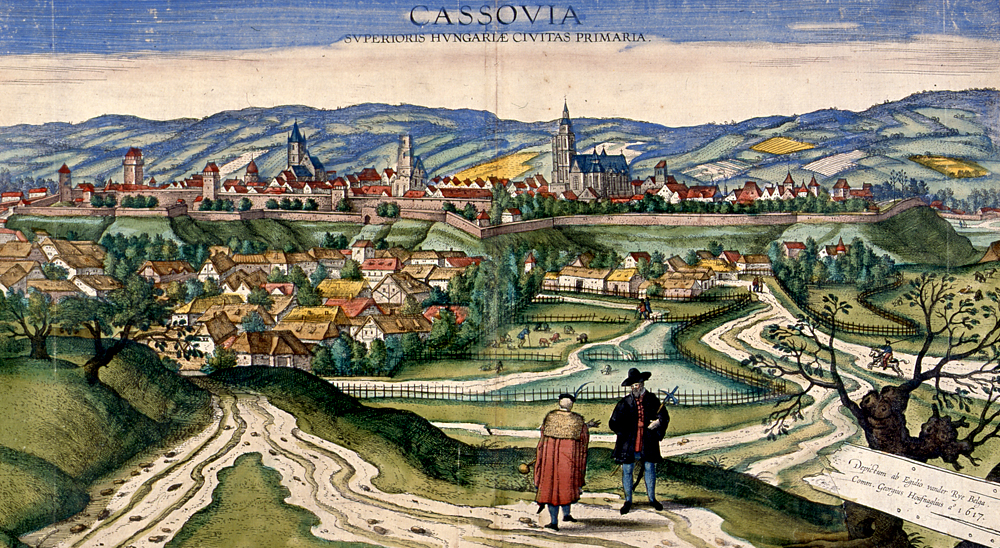

المجر العليا هو مصطلح مجري يطلق على المنطقة التاريخية الواقعة في الجزء الشمالي من مملكة المجر، الواقعة معظمها حاليا في سلوفاكيا.